# Xã McKinley, Quận Stone, Missouri
Xã McKinley (tiếng Anh: McKinley Township) là một xã thuộc quận Stone, tiểu bang Missouri, Hoa Kỳ. Năm 2010, dân số của xã này là 482 người.